# 1902 у футболі
Нижче наведені футбольні події 1902 року у всьому світі.

## Події
- Трагедія на «Айброкс» — нещасний випадок, що стався 5 квітня на стадіоні «Айброкс» в шотландському місті Глазго в 1902 році. У результаті 25 осіб загинуло, ще 517 отримали поранення.

Засновані клуби
- Аарау
- Віченца
- Вустер Сіті
- Грацер
- Дебрецен
- Дуйсбург
- Дурлах
- Ексельсіор (Роттердам)
- Кале
- Кевії
- Лаваль
- Млада Болеслав
- Монтевідео Вондерерз
- Норвіч Сіті
- Олімпік (Лілль)
- Олімпія (Асунсьйон)
- Реал Мадрид
- Рудольфшюгель
- Слован (Відень)
- Теніс Боруссія
- Тігре
- Флуміненсе

## Національні чемпіони
- Англія
  - Сандерленд
- Угорщина
  - Будапешт Торна Клуб
- Швейцарія
  - Цюрих
- Швеція
  - Ергрюте
- Шотландія
  - Рейнджерс